# Vivo (película de 2020)
#Vivo (en hangul, #살아있다; romanización revisada, #Saraitda), en inglés #Alive, es una película de horror zombi surcoreana de 2020, dirigida por Cho Il-hyung y protagonizada por Yoo Ah-in y Park Shin-hye.
Se basa en la película estadounidense de 2019, Alone de Matt Naylor, quien co-adaptó su guion con Cho. Se estrenó en Corea del Sur el 24 de junio de 2020, y a nivel mundial por Netflix el 8 de septiembre de 2020.

## Argumento
Oh Joon-wo está solo en el departamento familiar cuando las noticias comienzan a hablar de una misteriosa y repentina enfermedad que provoca que los infectados ataquen y devoren a aquellos que no lo están. Cuando abre la puerta, un hombre entra repentinamente desde el pasillo, rogándole que lo deje quedarse. Enseguida sucumbe a la infección e intenta asesinar a Joon-woo, pero este logra dominarlo y empujarlo fuera del departamento, tras lo cual traba la puerta. Luego recibe mensajes de parte de sus padres, diciéndole que están a salvo.
Joon-woo bloquea la puerta del departamento utilizando la heladera y coloca mensajes en las redes sociales solicitando rescate. Mientras tanto, el vecindario se ve dominado por los zombis. Si bien el sistema eléctrico de emergencia funciona, Joon-woo gradualmente va perdiendo acceso al teléfono, internet y agua corriente. Otro infectado logra entrar al departamento, derribando la heladera y destruyendo con ello la comida. Joon-woo logra atraerlo hacia el balcón, haciendo que el zombi caiga al vacío. Joon-woo comienza a sufrir alucionaciones sobre sus padres y su hermana, como consecuencia del hambre y la sed. El servicio de red de telefonía es restaurado momentáneamente y Joon-woo logra recibir un mensaje de despedida de parte de su familia, quienes registraron sus últimos momentos.
Joon-woo intenta suicidarse pero desiste a último momento cuando ve el haz de un puntero láser moviéndose a través del departamento y observa a Kim Yoo-bin, una joven que vive en el departamento de enfrente, haciéndole señales. Yoo-bin y Joon-woo arman una pequeña tirolesa conectando ambos departamentos para poder compartir comida y otros víveres. Un bombero infectado comienza a trepar por un cable que Yoo-bin había atado a una mesa en un intento anterior de preparar la tirolesa. La mesa se mueve rápidamente y derriba a  Yoo-bin, quien logra despertarse a tiempo y cortar la mano del infectado cuando este estaba llegando a su balcón, cayendo aquel al vacío. Joon-woo roba alimentos, ropa y dos walkie-talkies del departamento contiguo y le pasa uno de los walkie-talkies a Yoo-bin. Ambos conversan y se acercan.
Las hordas de infectados comienzan a agitarse y Yoo-bin accidentalmente derriba un mueble, haciendo que los zombis se congreguen en su puerta. Joon-woo logra distraerlos llamando por teléfono al departamento contiguo al de Yoo-bin. Joon-wo y Yoo-bin se preparan y salen de sus balcones haciendo rápel, dirigiéndose al octavo piso del edificio de Joon-bin, el cual consideran que está vacío. Un infectado los ve, llamando la atención de otros zombis. Cuando se ven acorralados, un hombre los rescata justo a tiempo desde el último departamento del pasillo.
El extraño les ofrece comida y bebida y, al poco tiempo, Joon-woo se queda dormido, debido a la presencia de drogas en la comida. Yoo-bin intenta luchar contra los efectos de las drogas, pero el extraño ata sus muñecas y la encierra en una habitación, en la cual está la esposa infectada del hombre. Joon-woo se despierta mientras el extraño abre la puerta de la habitación para revisar a su esposa. Ella cae encima de él junto con Yoo-bin, quien se salvó al cubrir la cabeza de la mujer con telas. El hombre se rinde ante los ataques de su esposa y Joon-wo les dispara a ambos.
Los disparos logran captar la atención de más infectados y Yoo-bin le pide a Joon-woo que la mate. Joon-woo no logra decidirse y es entonces cuando oyen el ruido de helicópteros volando cerca. Ambos corren a la azotea escapando de los zombis que los persiguen. Cuando están a punto de ser derrotados, les disparan a los zombis desde un helicóptero y Joon-woo y Yoo-bin son rescatados. Una voz en off de un locutor anuncia que las redes inalámbricas han sido restauradas y que el ejército está rescatando a gente que ha hecho posteos en las redes sociales.

## Elenco
- Yoo Ah-in como Joon-woo.
- Park Shin-hye como Yoo-bin.
- Jeon Bae-soo.
- Lee Chae-Kyung.
- Lee Hyun-wook como Lee Sang-chul.
- Oh Hye-won como mujer policía.
- So Hee-jung como la madre de Joon-woo.

## Producción
#Vivo es un thriller zombi basado en el guion original "#Alone" del guionista de Hollywood Matt Naylor, que trabajó en la serie documental estadounidense Small Business Revolution: Main Street y el cortometraje What It's Like. El director Cho Il-hyung (también conocido como IL CHO) y Naylor adaptaron el guion juntos para el mercado coreano. En 2019, ZIP Cinema y Perspective Pictures se unieron a la producción con Lotte Entertainment distribuyendo la película.
El 11 de julio de 2019, Yoo Ah-in y Park Shin-hye se unieron al elenco, seguido por Lee Hyun-wook el 16 de septiembre. La lectura del guion ocurrió el 27 de septiembre de 2019.
La fotografía principal comenzó el 1 de octubre de 2019. La filmación tuvo lugar en Gunsan y concluyó el 12 de diciembre de 2019.

## Lanzamiento
Se estrenó en Corea del Sur el 24 de junio de 2020.
Se estrenó a nivel mundial por la plataforma de Netflix el 8 de septiembre de 2020.

## Recepción

### Taquilla
En su estreno en Corea del Sur, #Alive atrajo a un total de 204,071 espectadores y se llevó el 62% de la taquilla, marcando la audiencia más alta del primer día de cualquier película desde febrero de 2020 antes del estallido de COVID-19 en Corea del Sur estreno. Tiene el mayor número de admisiones del primer día junto a The Man Standing Next.
Tras 5 días de su lanzamiento, superó el millón de admisiones, y durante el fin de semana, obtuvo 1.001.802 espectadores, asegurando el primer lugar en la taquilla para su primer fin de semana. Es la primera película que supera el millón desde febrero de 2020.

## Crítica
En Rotten Tomatoes, la película tiene una calificación de aprobación del 91% y una calificación promedio de 6.75/10, según 11 reseñas.